# Daiya Tōno
Daiya Tōno (jap. 遠野 大弥, Tōno Daiya; * 14. März 1999 in Fujieda, Präfektur Shizuoka) ist ein japanischer Fußballspieler.

## Karriere
Daiya Tōno erlernte das Fußballspielen in der Schulmannschaft der Fujieda Meisei High School. Seinen ersten Vertrag unterschrieb er 2017 beim Honda FC. Der Verein aus Hamamatsu, einer Großstadt in der Präfektur Shizuoka auf Honshū, der Hauptinsel Japans, spielte in der vierten Liga. Mit dem Verein wurde er 2017, 2018 und 2019 Meister der Japan Football League. 2020 wechselte er zum Erstligisten Kawasaki Frontale nach Kawasaki. Nach Vertragsunterschrift wurde er anschließend an den Zweitligisten Avispa Fukuoka nach Fukuoka ausgeliehen. Ende 2020 wurde er mit dem Verein Vizemeister und stieg in die erste Liga auf. Nach dem Aufstieg kehrte er nach der Ausleihe zu Frontale zurück. Im Februar 2021 gewann der mit Frontale den Supercup. Am Ende der Saison 2021 feierte er mit seinem Verein die japanische Meisterschaft. Am 9. Dezember 2023 stand er mit Frontale im Finale des japanischen Pokals. Hier besiegte man Kashiwa Reysol mit 8:7 im Elfmeterschießen. Nach insgesamt 123 Ligaspielen wechselte er im Januar 2025 zu den ebenfalls in der ersten Liga spielenden Yokohama F. Marinos.

## Erfolge
Honda FC
- Japan Football League: 2017, 2018, 2019

Avispa Fukuoka
- Japanischer Zweitligavizemeister: 2020  ▲

Kawasaki Frontale
- Japanischer Meister: 2021
- Japanischer Supercup-Sieger: 2021
- Japanischer Pokalsieger: 2023